# Пономаренко Георгій Григорович
Пономаренко Георгій Григорович (15 грудня 1939 р.) — український політик.
Член КПУ з 1964 р., уповноважений представник фракції комуністів з 05.2002 р., член Комітету з питань бюджету з 06.2002 р., голова Центральної контрольної комісії КПУ з 10.1997 р., представник КПУ в ЦВК з 2002 р.

## Біографія
Народився 15 грудня 1939 року у с. Курилівка Куп'янського району Харківської області. Українець.

## Освіта
1960 року — закінчив Антрацитівський гірничий технікум.
1968 року — Луганський машинобудівний інститут, інженер — механік.
1978 року — ВПШ при ЦК КПУ.

## Кар'єра
З березня по вересень 1960 року — підземний робітник, гірничий майстер шахти «Новодружівська» Луганської області.
1960—1963 рр. — служба в армії.
1963—1968 рр. — студент Луганського машинобудівного інституту.
1968—1970 рр. — інженер — конструктор, майстер машинобудівного заводу міста Верхньодніпровськ.
1970—1978 рр. — інструктор, завідувач промислово — транспортного і організаційного відділів Верхньодніпровського РК КПУ, слухач ВПШ при ЦК КПУ.
1978—1991 рр. — інструктор Дніпропетровського облвиконкому і ОК КПУ, інструктор, завідувач сектору державних і громадських організацій ЦК КПУ.
1991—1992 рр. — провідний спеціаліст, заступник керуючого, керуючий справами Державного комітету України з сприяння малим підприємствам і підприємництву.
1992—1994 рр. — заступник керуючого, керуючий справами Українського фонду підтримки підприємництва.
1994—1998 рр. — головний консультант фракції комуністів України, Секретаріат ВР України.

## Політична діяльність
Народний депутат України 3 скликання з березня 1998 року по квітень 2002 року від КПУ.
Член Комітету з питань державного будівництва, місцевого самоврядування та діяльності рад з липня 1998 року, уповноважений представник фракції КПУ з жовтня 1998 року.
Народний депутат України 4 скликання з квітня 2002 року від КПУ.